# أوناي نونيز
أوناي نونيز (بالإسبانية: Unai Núñez) (30 يناير 1997 في إسبانيا - ) هو لاعب كرة قدم إسباني في مركز الدفاع. لعب مع أتلتيك بيلباو.

## وصلات خارجية
- أوناي نونيز على موقع الاتحاد الأوربي (الإنجليزية)
- أوناي نونيز على موقع قاعدة بيانات كرة القدم.إي يو (الإنجليزية)
- أوناي نونيز على موقع Soccerbase.com (لاعب) (الإنجليزية)
- أوناي نونيز على موقع Soccerway.com (الإنجليزية)
- أوناي نونيز على موقع عالم كرة القدم.نت (الإنجليزية)